# نبات الإبريق

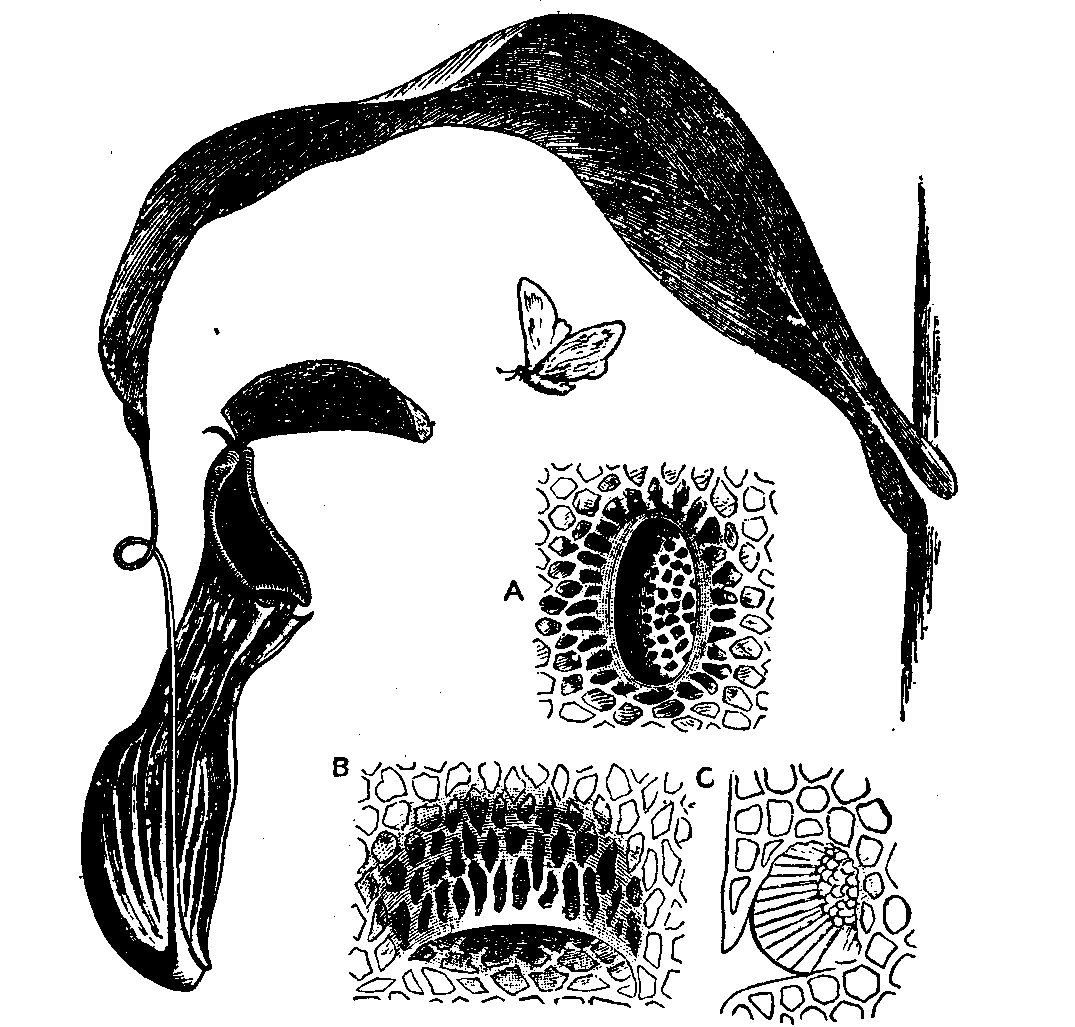

نبات الأبريق هو نوع من النباتات آكلة الحشرات. شجيراتها قائمة، وغالباً ما تكون متسلقة.. أوراقها متبادلة ومتحورة على شكل أبريق أو جرّة.. ومحمولة في الوضع القائم على طرف الساق. يوجد بداخلها كمية من السائل المحتوي على إنزيمات هاضمة، ولها غطاء شمعي دائم يقوم بمهمتين الأولى حماية الجرّة من ماء المطر، والثانية اجتذاب الحشرات لغدد الرحيق الموجودة في أسفل الجرّة.
تحاط حافة الجرّة بأضلاع بارزة تتدلى حوافّها الحادة للداخل، وبين هذه الأضلاع توجد غدد الرحيق، كما أن الحافة والجزء الداخلي للجرة كلاهما أملس ولا يعطي فرصة للحشرة في أن تتمكن من الوقوف. فتسقط داخل الفخ وتقع في السائل الهاضم الموجود في الأسفل فتموت وتهضم وتتحول إلى غذاء سهل بالنسبة لهذه النباتات.
ينمو نبات الإبريق أو الجرّة في الغابات الرطبة والمستنقعات المنتشرة في أستراليا.